# E90号線
E90号線（E90ごうせん、英語: European route E90）は欧州自動車道路のAクラス幹線道路。ポルトガルのリスボンからトルコ・イラク国境まで東西に続いている。

## 経路
E90号線はポルトガル、スペイン、イタリア、ギリシャ、トルコを経由し、途中で4回フェリーを利用する。

### ポルトガル
ポルトガル国内のE90号線の路線はおおよそ216kmである。ポルトガル中部を経由する。
- A-2: リスボン - A13、A6とのジャンクション (58km)
- A-6: ジャンクション - バダホス - スペイン国境 (158km)

### スペイン

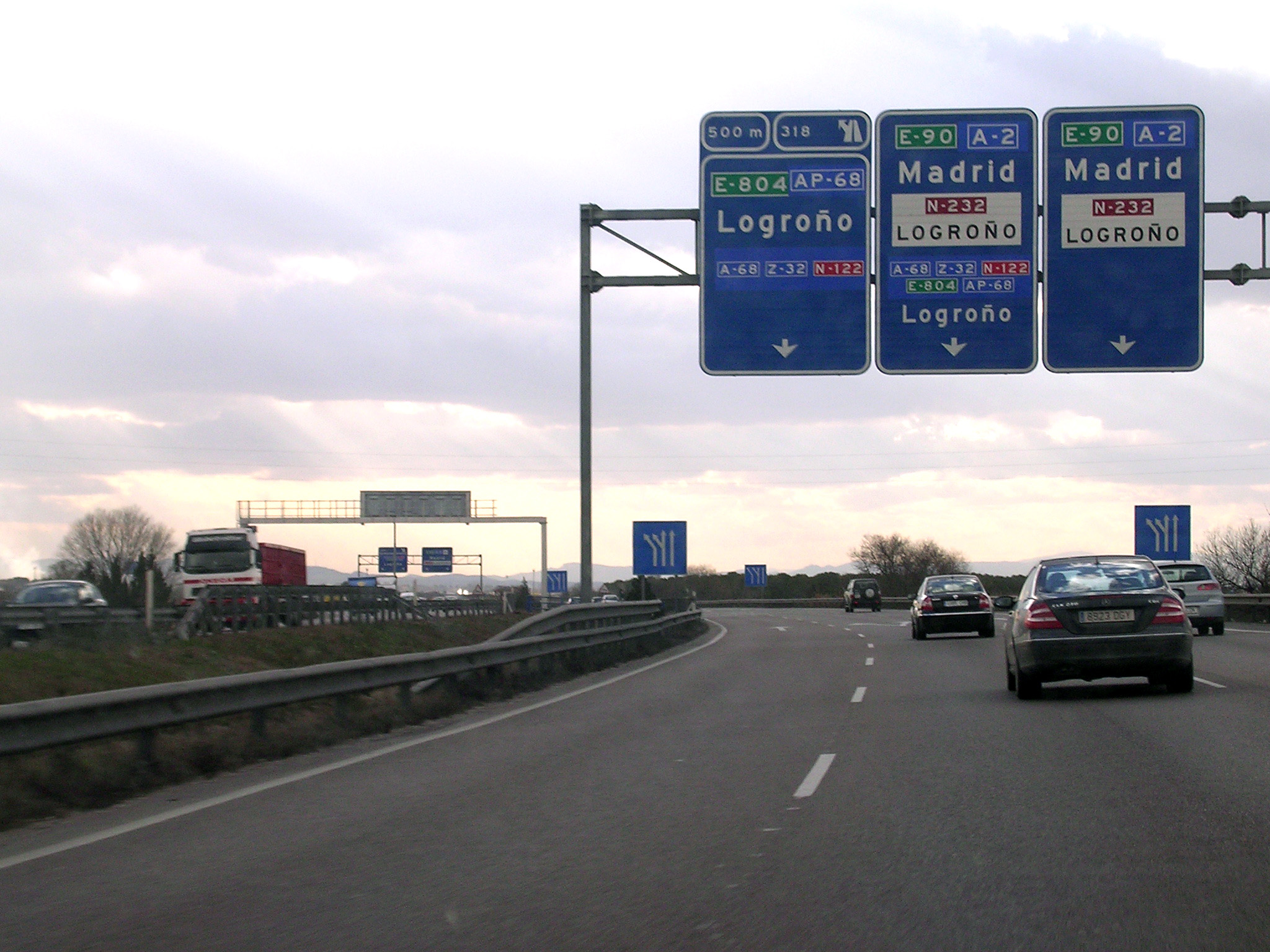
スペイン、サラゴサ近郊

スペイン国内のE90号線の路線はおおよそ998kmである。スペイン中部を経由する。
- A-5: ポルトガル国境 - バダホス - マドリード (387km)
- A-2: マドリード - サラゴサ (304km)
- AP-2: サラゴサ - バルセロナ (307km)

バルセロナの次は地中海を挟んでシチリア島のマツァーラ・デル・ヴァッロであるが、直通のフェリーは出ていない。マツァーラに向かうにはジェノヴァとパレルモでフェリーを乗り継ぐ。

### イタリア
スペイン国内のE90号線の路線はおおよそ900kmである。シチリア島とイタリア南部を経由する。
なお、シチリア島内では欧州自動車道路の標識が必ずしも表示されていない。まれに、アウトストラーダの番号が地域道、地方道、国道からの入り口に表示されているだけの場合があり、欧州自動車道は扱いがとても低く、このような例はかなり珍しい。シチリア島の住人やマスメディアはアウトストラーダの番号で扱っており、欧州自動車道の番号が使われないこともある。
- A29: マツァーラ・デル・ヴァッロ - パレルモ (120km)
- A19: パレルモ - ブオンフォルネッロ (45km)
- A20: ボンフォルネッロ - メッシーナ (175km)

メッシーナからレッジョ・ディ・カラブリアは海路でフェリーがある (13km)
- SS-106: レッジョ・ディ・カラブリア - ターラント (478km)
- SS-7: ターラント - ブリンディジ (69km)

### ギリシャ

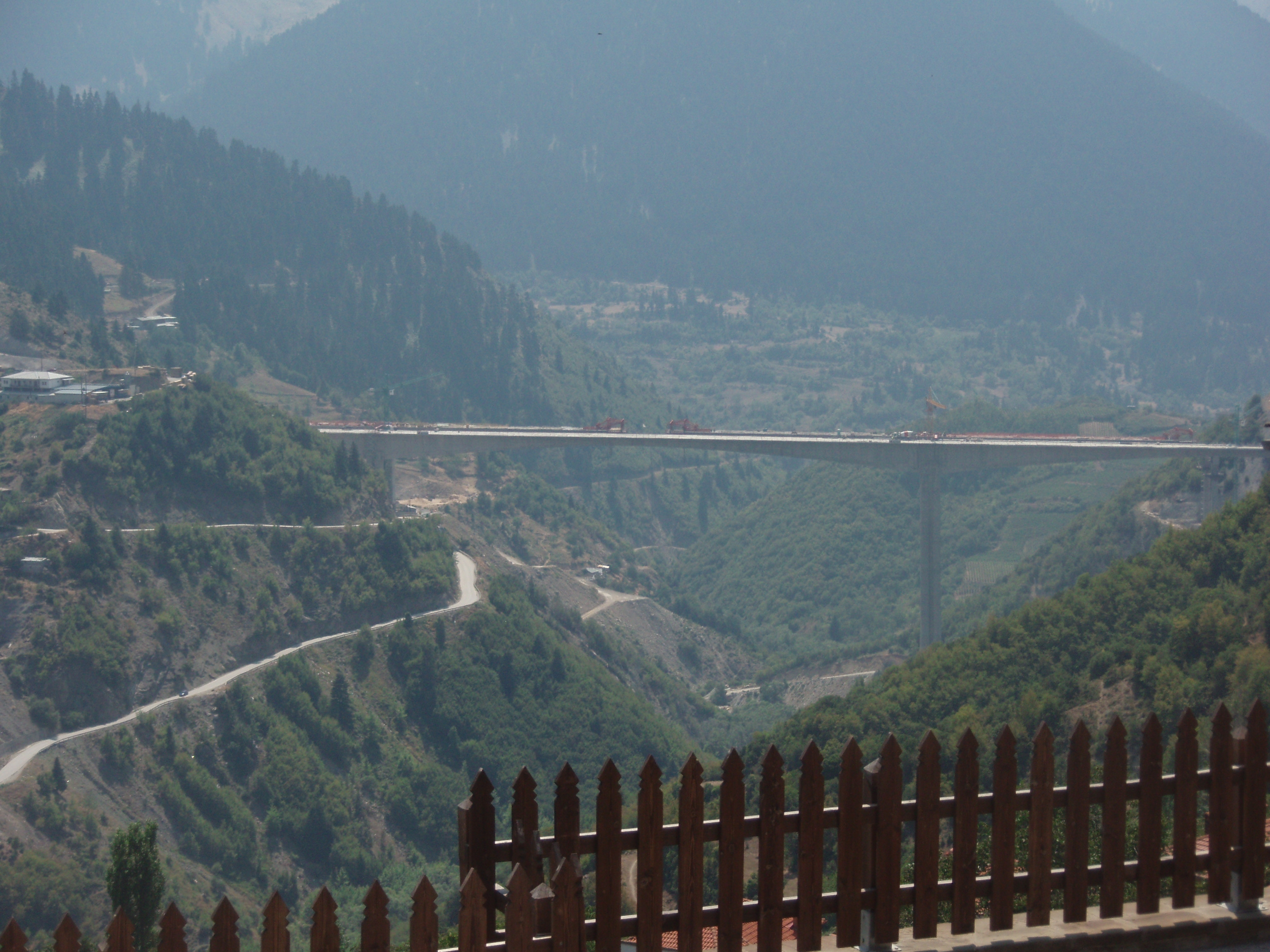
Metsovitikos近郊の橋

ギリシャ国内のE90号線の路線はおおよそ670kmである。ギリシャ北部を経由しており、エグナティア街道という名前でも知られる。
- イグメニツァ - ヨアニナ ( 101km地点でE92号線と交差する)
- ヨアニナ - コニツァ（英語版） - ヴェロイア  - テッサロニキ - カヴァラ - アレクサンドルーポリ - キポイ（英語版） - トルコ国境

### トルコ
- D110: ギリシャ国境 - イプサラ（英語版） - ケシャン（英語版）: (45 km) （E84号線と同じ）
- D550: ケシャン - ゲリボル - エジュアバト（英語版） (108 km) （E87号線と同じ）

エジュアバトからチャナッカレは海路であり、フェリーが存在する。
- D200: チャナッカレ - ラープセキ（英語版） - ビガ（英語版） - バンドゥルマ  – ブルサ西
- O33: ブルサ西 - ブルサ東
- D200: ブルサ東 - エスキシェヒール - アンカラ西
- O20: アンカラ西 - アンカラ南
- D750: アンカラ南 -  アクサライ - ポザンティ（英語版）
- O21: ポザンティ - インターチェンジ
- O51: インターチェンジ - アダナ西
- O50: アダナ西 -  アダナ東
- O52: アダナ東 - オスマニエ - ガズィアンテプ - ニジプ
- D400: ニジプ - シャンルウルファ -  ヌサイビン（英語版） – ジズレ
- D430: シズレ - シロピ（英語版） - イラク国境